# Hermandad del Divino Maestro (Jaén)
Hermandad Misionera de Jesús Divino Maestro de Humildad y Entrega y María Santísima del Amor, cofradía con sede canónica en la parroquia de la Merced, pero que reside en la capilla del Colegio de la Congregación de Religiosas Misioneras del Divino Maestro en la ciudad de Jaén (España). 

## Historia
Hermandad fundada al amparo y tutela de la «Congregación de Religiosas Misioneras del Divino Maestro», con estatutos aprobados por la superiora de la misma el 24 de mayo de 2010, en el colegio de la comunidad en la capital jienense. Se fundamenta en el mensaje de los fundadores de la congregación, Francisco Blanco Nájera y Soledad de la Cruz. 
En el año 2014, puso en marcha el proyecto «Alma» para la intervención socio-educativa, de ludoteca y respiro familiar, para menores de familias desfavorecidas y con riesgo de exclusión social de la capital.
Sus estatutos fueron definitivamente aprobados por el obispo de Jaén el 12 de noviembre de 2015. Pocos días después, el 21 de noviembre, fueron bendecidas las imágenes de Cristo y san Pedro en la iglesia de la Merced.

## Iconografía
El misterio se compone de las imágenes de Jesús Divino Maestro de Humildad y Entrega, fue ejecutado por el imaginero de Beas de Segura y afincado en Madrid, Antonio José Martínez Rodríguez. El misterio representa el pasaje en el que Jesucristo lava los pies a los apóstoles tras la última cena. Cristo aparece acompañado por los apóstoles san Pedro, san Juan y Santiago el Mayor, obra del mismo autor.

## Patrimonio musical
- Maestro Divino (Óscar Fernández Bayona, 2012)

## Paso por la carrera oficial
| Predecesor: Cofradía de los Estudiantes (Lunes Santo) | Orden de entrada en la carrera oficial (Martes Santo) 1.er lugar | Sucesor: Cofradía de la Clemencia |